# Costituzione apostolica

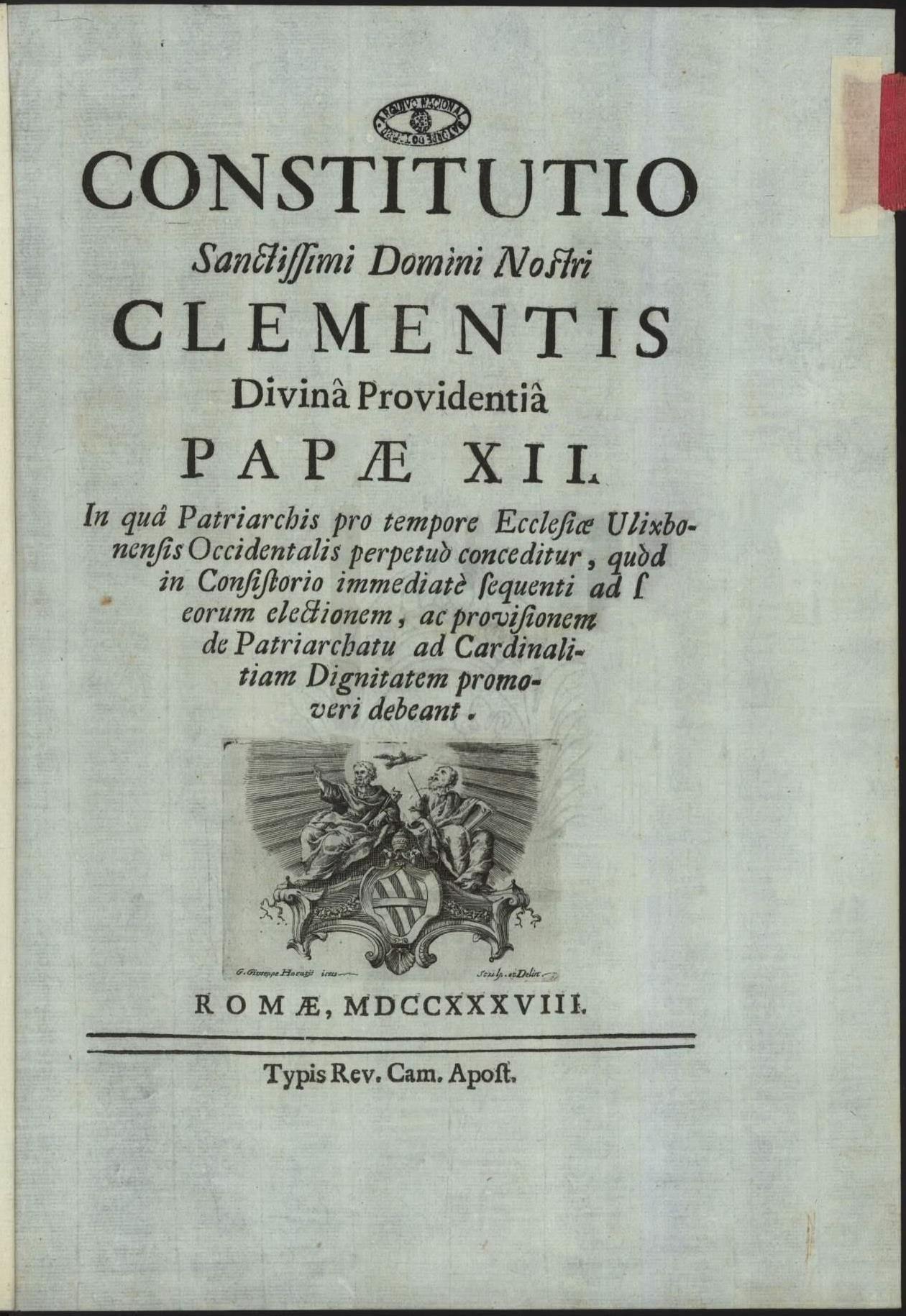
Frontespizio dell'edizione a stampa della costituzione in forma di bolla Inter praecipuas del 17 dicembre 1737, con cui papa Clemente XII concesse ai patriarchi di Lisbona Occidentale il privilegio di essere creati cardinali nel primo concistoro dopo la loro elezione.

La costituzione apostolica, in latino constitutio apostolica, è un atto promulgato direttamente dal papa come capo della Chiesa cattolica. In base al suo contenuto, ma soprattutto alla forma di emanazione, può rientrare, nel casi più comuni, nel magistero ordinario o, più raramente, nel magistero straordinario. 
Si tratta di documenti papali importanti e solenni, riguardanti un insegnamento definitivo o disposizioni di una certa rilevanza; la costituzione prende il nome della prima o dalle prime parole che la compongono. La maggior parte delle costituzioni apostoliche riguarda l'elezione di nuove diocesi o province ecclesiastiche. Attualmente le costituzioni apostoliche sono precedute per importanza dalla lettera enciclica, dall'esortazione apostolica, dall'epistola apostolica, dal sacro concistoro, dalle lettere decretali, dalle lettere apostoliche date sub plumbo, dalle lettere apostoliche date motu proprio e sono immediatamente seguite dalle lettere apostoliche.
La parola costituzione viene dal latino constitutio, parola usata per le principali leggi promulgate dall'Imperatore romano, e viene mantenuta nei documenti della Chiesa cattolica a causa dell'ascendenza del diritto romano nel diritto canonico. Il termine costituzione indica che si tratta di un atto ecclesiastico relativo al diritto civile; il termine apostolica significa che l'atto è una diretta emanazione della Sede apostolica.
A causa della gravità sono generalmente emesse come bolle pontificie.

## Tipi di costituzioni
Il termine Costituzione apostolica si riferisce alla generalità della categoria di atti. 
In ragione del suo contenuto specifico la costituzione stessa può essere definita come: 
- Costituzione dogmatica (per esempio la Lumen Gentium e la Dei Verbum del  Concilio Vaticano II);
- Costituzione pastorale (la Gaudium et Spes dello stesso concilio).